# Rönninge, Helsingfors

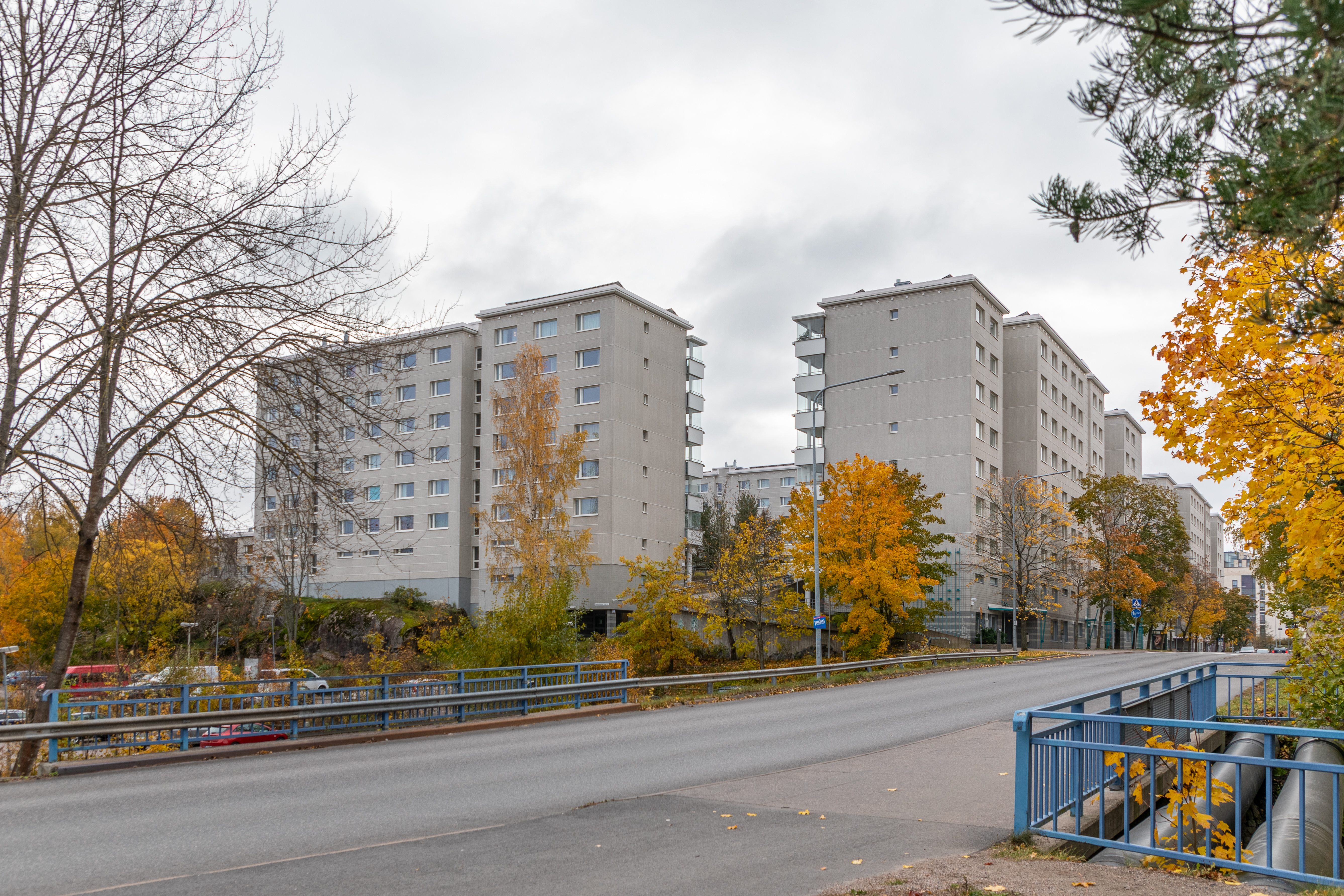
1970-talsbebyggelse i Rönninge

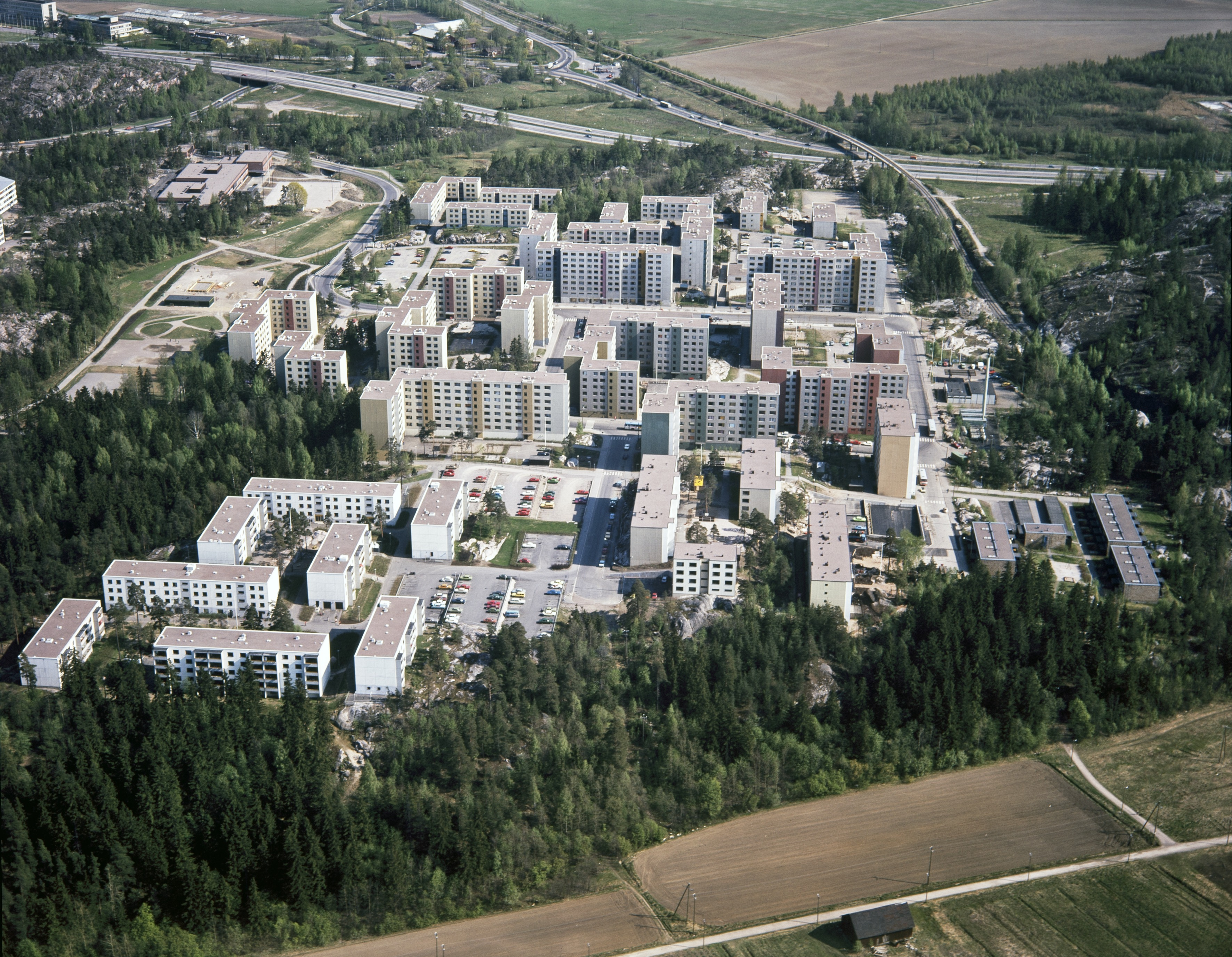
Rönninge från nordväst 1978. I bakgrunden Lahtisleden

Rönninge (finska Pihlajisto) är ett bosättningsområde i Ladugårdens distrikt i Helsingfors stad. 
Den täta stadsdelen Rönninge byggdes i början av 1970-talet för att komplettera bredvidliggande Rönnbacka.  